# Madeleine Dallmeyer
Madeleine Dallmeyer (* 1980 in München) ist eine deutsche Filmregisseurin.

## Leben
Madeleine Dallmeyer wuchs in München auf und legte während ihres Studiums der Ethnologie an der Ludwig-Maximilians-Universität ihren Schwerpunkt auf visuelle Anthropologie. Währenddessen realisierte sie bereits erste Filme. Nach ihrem Magisterabschluss im Jahr 2006 studierte sie an der Filmakademie Baden-Württemberg in Ludwigsburg Regie mit Schwerpunkt Dokumentarfilm.
Seit ihrem Abschluss 2012 mit dem Dokumentarkurzfilm Low Season in Paradise (2013), der von der Filmakademie Baden-Württemberg in Koproduktion mit dem BR produziert wurde und auf dem 5. Filums Int’l Film Festival Pakistan als „Best Feature“ (bester Film) ausgezeichnet wurde, realisierte Madeleine Dallmeyer mehrere Filme, darunter Kurz- und Langfilme. In ihren Arbeiten beschäftigt sie sich mit einer großen Bandbreite an Themen, ein immer wiederkehrendes Thema ist die Auseinandersetzung mit dem Zusammentreffen verschiedener Kulturen. Bei ihren Filmen spielt immer Humor eine große Rolle, der ihren Filmen immer ein gewisses Maß an Leichtigkeit verleiht. 
Zuletzt realisierte sie einen Kinderkurzfilm The Break für ein durch das Goetheinstitut initiiertes Projekt, der sich insbesondere an krisentraumatisierte Kinder überall auf der Welt richtet. The Break (die Pause) ist einzeln als Kurzfilm zu sehen und als eine Episode dem Kinderkinofilm Grenzenlos – Geschichten von Freiheit & Freundschaft.
Ihr 90-minütigen Dokumentarfilm Das Dorf der Vergesslichen über ein kleines Dorf in Nordthailand, in dem Demenzpatienten aus Europa leben und gepflegt werden, hatte am 20. September 2018 seinen Kinostart in Deutschland und war am gleichen Tag Kinotipp der Woche in der 3sat Kulturzeit. Der Dokumentarfilm (Kurhaus Filmproduction) wurde vom SWR koproduziert und für den Max-Ophüls-Preis nominiert und dort uraufgeführt. Das Dorf der Vergesslichen war am 11. Oktober 2018 in der Reihe Junger Dokumentarfilm im SWR Fernsehen zu sehen.
Neben einigen Langzeitkinoprojekten arbeitet sie auch für verschiedene Fernsehformate. Zum Beispiel ist sie die Autorin mehrerer Episoden der Dokuserie „Stimmt es, dass...?“ von ARTE (z. B.: „Stimmt es, dass all das Wissen in Alexandria verbrannte?“) Zusammen mit der Regisseurin Simone Catharina Gaul und dem Kinder- und Jugendmoderator Tobias Krell realisierte sie im Jahre 2025 den 45-minütigen ARD-Dokumentarfilm „Wege aus dem Hass“. Ein Film über drei Protagonisten weltweit, die erfolgreich Hass überwunden haben.
Sie ist Teil des Mareschka Filmkollektivs.

## Filmografie
- 2011: What About Germany - Glad to have you here
- 2013: Low Season
- 2018: Grenzenlos – Geschichten von Freiheit & Freundschaft
- 2018: Dorf der Vergesslichen
- 2025: Tobi Krell - Wege aus dem Hass